# It's Garry Shandling's Show
It's Garry Shandling's Show is een Amerikaanse satirische comedyserie.
Er werden 72 afleveringen van gemaakt, die oorspronkelijk van 10 september 1986 tot en met 25 mei 1990 werden uitgezonden op de betaalzender Showtime.

## Rolverdeling
* Alleen acteurs die verschenen in meer dan tien afleveringen zijn vermeld
- Garry Shandling
- Geoffrey Blake
- Molly Cheek
- Jessica Harper
- Scott Nemes
- Michael Tucci